# لارس بندر (بازیکن فوتبال، زاده ۱۹۸۸)
لارس بندر (انگلیسی: Lars Bender؛ زادهٔ ۸ ژانویهٔ ۱۹۸۸) بازیکن فوتبال اهل آلمان است.
از باشگاه‌هایی که در آن بازی کرده‌است می‌توان به باشگاه فوتبال کیکرز اوفنباخ و باشگاه فوتبال اس‌سی فورتونا کلن اشاره کرد.